# Indogermanen
Als Indogermanen oder Indoeuropäer werden nach linguistischem Verständnis die Sprecher der heutzutage rekonstruierbaren indogermanischen Ursprache bezeichnet. Es handelt sich also nicht um Germanen, sondern die Bezeichnung ist eine Rückbildung aus der Sprachenbezeichnung Indo-Germanisch, ihrerseits ein Klammerbegriff, der die gemeinte Sprachgruppe mittels der beiden am weitesten auseinander gelegenen Vertreter abstecken soll. Gemeint sind mit Indogermanen also die Sprecher jener Ursprache, deren Nachfolgesprachen dann im Altertum geographisch zwischen den Siedlungsgebieten von Indern und Germanen anzutreffen waren (die Ursprache könnte dabei auch woanders zu verorten sein).
Die Indogermanen sind allein definiert als Sprechergemeinschaft der sprachwissenschaftlich erschlossenen urindogermanischen Sprache, womit nicht unbedingt eine Ethnie und nur bedingt eine Kultur vorausgesetzt werden kann. Die historisch fassbaren Völker wiederum, die verschiedene indogermanische Folgesprachen sprechen, werden als Nachfahren einer Bevölkerung angesehen, die die Sprache von einwandernden Indogermanisch-Sprechern übernahm. Als Ergebnis solcher Übernahmen lassen sich oft noch grammatische und phonologische Eigenarten der ursprünglichen, dann überdeckten Lernersprachen nachweisen, seltener auch Teile des Wortschatzes. Gleichwohl lassen sich (mit den Methoden der Paläolinguistik) aus den Gemeinsamkeiten der Folgesprachen auch Rückschlüsse auf die Lebensweise der Ur-Indogermanen sowie ihre räumliche und zeitliche Verbreitung ziehen. Beispielsweise können Bezeichnungen für Techniken des Wagenbaues für die indogermanische Grundsprache erschlossen werden. Solche Befunde bieten dann Hinweise auf archäologisch fassbare Kulturen und von daher auf mögliche Entstehungsräume oder eine „Urheimat“ der Sprecher des Urindogermanischen. Die Verortung einer Urheimat ist aber nicht mit Sicherheit möglich. Ernsthaft in Betracht gezogen werden heute noch die Anatolien-Hypothese und vor allem die Steppenhypothese. Der sprachliche Befund führt zu einer zeitlichen Einordnung des Urindogermanischen etwa zwischen 4000 und 3000 v. Chr.

## Die indogermanische Ursprache

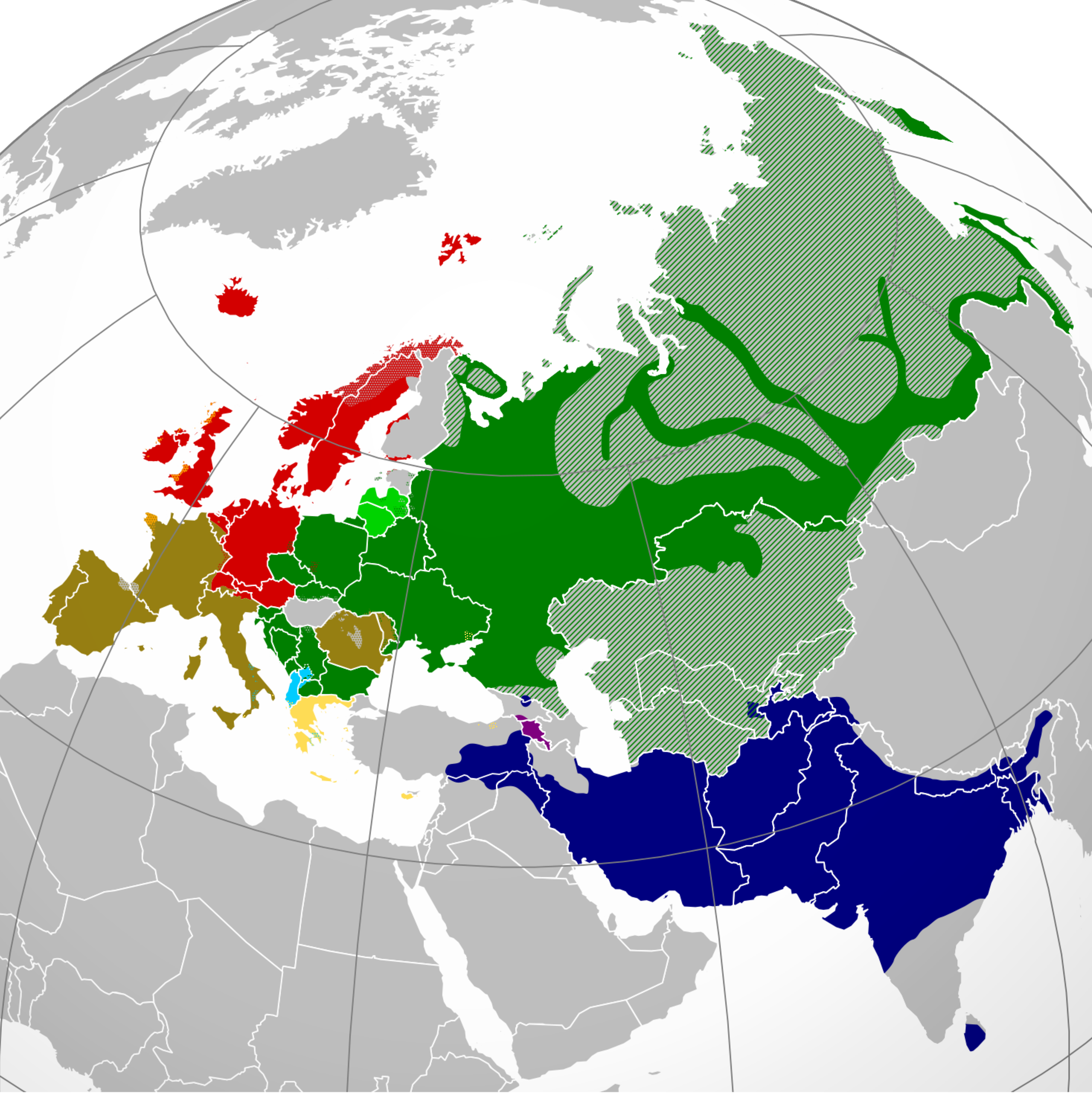
Ungefähre aktuelle Verbreitung der verschiedenen Zweige der indogermanischen Sprachen in Eurasien. Durch Kolonialisierung und Migration dehnte sich ihr Sprachraum vor allem in der Neuzeit erheblich auf andere Kontinente aus (insbesondere in Nord- und Südamerika, aber auch in weiten Teilen Afrikas u. a.)
Germanische Sprachen
Romanische Sprachen
Keltische Sprachen
Griechisch
Albanisch
Armenisch
Slawische Sprachen
Baltische Sprachen
Indoiranische Sprachen
Sprachen, bei denen es sich nicht um indogermanische Sprachen handelt

Ende des 18. Jahrhunderts wies der britische Indologe und Jurist William Jones darauf hin, dass viele Sprachen in Europa und Asien einander so ähnlich sind, dass sie eine gemeinsame Wurzel haben müssen.
Zu der so entdeckten indogermanischen Sprachfamilie gehören in Europa alle germanischen, slawischen, baltischen, keltischen und italischen Sprachen sowie Albanisch und Griechisch. Außerhalb Europas gehören dazu Armenisch, die indoarischen und die indoiranischen sowie die Nuristani-Sprachen. Ebenfalls zugehörig, aber ausgestorben sind die anatolischen, illyrischen und tocharischen Sprachen.
Seit der Entdeckung der Verwandtschaft zwischen den indogermanischen Sprachen sind Linguisten bemüht, die zugrundeliegende gemeinsame Sprache zu rekonstruieren. Diese wird traditionell als indogermanische Ursprache bezeichnet, obwohl natürlich auch sie Vorläufer gehabt haben muss. Welche Sprachen die vorindoeuropäischen Populationen sprachen, bleibt uns verborgen. Hinweise geben vereinzelt die Hydronomie und in Südosteuropa Ortsnamen bzw. deren Endungen (zum Beispiel -assos).
Als Begründer der indogermanischen Sprachwissenschaft gilt Franz Bopp mit seinem 1816 erschienenen Werk Über das Conjugationssystem der Sanskritsprache in Vergleichung mit jenem der griechischen, lateinischen, persischen und germanischen Sprache. Mit dem darin vorgestellten Konjugationssystem erbrachte Bopp den methodischen Beweis für die von William Jones postulierte Verwandtschaft der indogermanischen Sprachen. Die ersten Versuche, die hypothetische indogermanische Ursprache zu rekonstruieren, unternahm August Schleicher Mitte des 19. Jahrhunderts. Er zog dabei außer den noch gesprochenen indogermanischen Sprachen auch schriftlich belegte ausgestorbene Sprachen hinzu und erstellte einen der ersten Stammbäume, der die angenommene Verwandtschaft der Sprachen untereinander darstellte. Auf Schleicher geht auch die Konvention zurück, rekonstruierte Sprachformen mit Sternchen zu versehen. Aus der indogermanischen Sprachwissenschaft entwickelte sich die Vergleichende Sprachwissenschaft, die auch auf andere Sprachfamilien angewandt wird.
Der deutsch-finnische Sprachwissenschaftler Harald Haarmann geht davon aus, dass es auch einen Sprachaustausch zwischen der proto-uralischen Sprache und der indogermanischen Ursprache gegeben hat. So ließen sich sowohl im Wortschatz als auch in der Grammatik konvergente Elemente rekonstruieren, etwa lexikalische Wortstammformen, grundlegende grammatische Strukturen und verschiedene Pronominalstämme. Ein solcher Austausch (Sprachbund) kann durch direkte Nah- oder Fernkontakte zwischen Vertretern der finno-ugrischen Völker und Proto-Indoeuropäern erfolgt sein, wobei man unter Fernkontakten Beziehungen versteht, die nicht durch räumliche Nähe in der unmittelbaren Heimat erfolgen, sondern zum Beispiel durch Handelsbeziehungen oder politische Gesandtschaften. Möglich ist jedoch auch ein indirekter Sprachaustausch durch verwandte Dialekte oder auch eine weitere Sprache, die als „Vermittler“ zwischen den beiden Sprachen stand. Haarmann nimmt jedoch an, dass die Urheimat der Proto-Uralier nördlich des urindogermanischen Siedlungsraums (gemäß der Kurgan-Hypothese) lag und damit ein direkter Austausch stattgefunden hat.

## Indogermanisch vs. Indoeuropäisch
Die Bezeichnungen indogermanisch und indoeuropäisch sind in der Anwendung deckungsgleich und werden im deutschsprachigen Raum häufig synonym verwendet. Sie drücken aus, dass das Verbreitungsgebiet dieser Sprachen von Indien bis Europa, bzw. konkreter bis nach Island reicht, wo eine germanische Sprache gesprochen wird. Die keltischen Sprachen waren damals noch nicht als zur Sprachfamilie zugehörig eingestuft; die anatolischen und die beiden tocharischen Sprachen konnten erst im 20. Jahrhundert nach ihrer Entdeckung und Entzifferung als zugehörig erkannt werden. Den Begriff langues indo-germaniques prägte der dänisch-französische Geograf Conrad Malte-Brun 1810, während die Bezeichnung Indo-European languages 1813 von Thomas Young eingeführt wurde. Auf Deutsch wurde indogermanisch erstmals von Heinrich Julius Klaproth gebraucht, ein sich zwar im deutschen Sprachraum bald durchsetzender Begriff, der jedoch von Franz Bopp vermieden wurde. Er bevorzugte ab 1833 die Bezeichnung indo-europäisch.
Die deutschsprachige Philologie verwendet traditionell den Begriff indogermanisch. Vor allem an den Hochschulen wird fast ausschließlich von Indogermanischer Sprachwissenschaft oder von der Vergleichenden (historischen) Sprachwissenschaft gesprochen, während außerhalb des deutschen Sprachraums die Bezeichnung indoeuropäisch (englisch Indo-European, französisch indo-européen, spanisch protoindoeuropeo) gebräuchlich ist.

## Kultur
Der Wortschatz der rekonstruierten proto-indoeuropäischen Sprache gibt Hinweise auf die Lebensweise ihrer Sprecher. So belegen zum Beispiel weitgehend gemeinsame Worte für Silber, Gold und vor allem Bronze, dass die Indogermanen diese Metalle bereits verarbeiteten, jedoch noch kein Eisen. Auch die Wörter Pflug, Rad, Wagen, Achse, Deichsel und Joch haben in den indogermanischen Sprachen eine gemeinsame Wurzel, was bedeutet, dass die Sprecher des Indogermanischen Ackerbau betrieben und Wagen benutzt haben müssen. Es gibt auch sprachliche Hinweise auf eine Domestizierung des Pferdes (*h₁ék̑-u; -u-Stamm zur Wurzel *h₁ek̑ ‚schnell‘ wurde zu *h₁ék̑-wo-, zum Beispiel in lat. equus ‚Pferd‘), aber es ist umstritten, ob die Indogermanen bereits Reiter waren. Dem Argument, dass es kein gemeinsames Wort für Reiten gibt, steht die Tatsache gegenüber, dass eine größere Ausbreitung ohne Reitpferde kaum vorstellbar ist. Viele verschiedene Ausdrücke für „gehen“ beweisen schließlich auch nicht, dass die Indogermanen etwa nicht gehen konnten.
Wildpferde kamen vor der Indogermanisierung in Europa nur regional vor, während sie in Steppengebieten große Herden bildeten. Dort hat der Archäologe David W. Anthony an Pferdezähnen aus Derijiwka in der Ukraine Abnutzungsspuren entdeckt, die auf die Benutzung einer Trense zum Reiten schließen lassen. Das ist ein eindeutiger Beleg, dass dieses Pferd zum Reiten genutzt wurde. Letztlich wurde dieser Pferdezahn jedoch auf ein Alter von 410 bis 200 Jahren datiert. Anthony hat jedoch zahlreiche weitere Belege zusammengetragen, die darauf schließen lassen, dass die Indoeuropäer vor ca. 4700 Jahren das Reiten entwickelten, ohne dass allerdings ein sicherer Beweis dafür gefunden wurde.
Gemäß ihrem Wortschatz müssen die Indogermanen sowohl Ackerbau wie Viehzucht, genauer Pastoralismus, betrieben haben, wobei die Viehzucht wohl die größere Rolle spielte. Denn die indogermanische Ursprache enthält viele Begriffe aus der Milch- und Viehwirtschaft (Milch, Butter, Wolle, Webtechnik), denen nur die Bezeichnung für eine einzige, bisher nicht identifizierte Getreidesorte gegenübersteht. Manche Forscher gehen deshalb von einer halbnomadischen Lebensweise aus. Vor allem hielten die Indogermanen wohl Schafe (Nom.Sg. *h₃éw -i -s, zum Beispiel in lat. ovis ‚Schaf‘), aus deren Wolle sie Kleidung herstellten, und Rinder (Nom.Sg. *gʷṓw -s). Die soziale Stellung eines Mannes maß sich vermutlich daran, wie viel Vieh (*pék̑-u; -u-Stamm zur Wurzel *pek̑ ‚rupfen‘) er besaß. So ist im Lateinischen das Wort für Geld (pecūnia) verwandt mit dem Wort für Vieh (pecū). Auch das deutsche Wort Vieh und das englische fee (Gebühr) haben eine gemeinsame Wurzel. Rinder scheinen auch in Religion und Mythologie eine Rolle gespielt zu haben.
Das Gesellschaftssystem war wohl patrilinear organisiert. Es gibt Hinweise auf sakrale Königtümer, in welchem der Stammesführer gleichzeitig die Rolle eines hohen Priesters einnahm. Außerdem scheinen Sklaven gehalten worden zu sein. Der französische Religionswissenschaftler Georges Dumézil vertritt die Ansicht, dass die Gesellschaft ähnlich wie bei vielen späteren Kulturen mit indogermanischer Sprache dreigeteilt war, in den Klerus, eine Kriegerklasse und einfache Bauern.
Auch aus der Religion der späteren Kulturen mit indogermanischer Sprache lassen sich Schlüsse auf die religiösen Praktiken der Indogermanen schließen (siehe auch Indogermanische Religion). Demnach hatten sie einen polytheistischen Götterhimmel, in der ein Himmelsvater (*diwós ph2tḗr) eine zentrale Rolle einnahm. Im Mittelpunkt der religiösen Praktiken standen vermutlich Opfer-Riten, welche durch eine Priester-Kaste vollzogen wurde. Einflussreiche Anführer könnten bereits – wie später in zahlreichen Kulturen mit indoeuropäischer Sprache – mit ihrem Eigentum, vielleicht sogar mit bestimmten Familienmitgliedern, wie ihren Frauen, beigesetzt worden sein.
Aus diesen Hinweisen wird im Allgemeinen geschlossen, dass die Sprecher der indogermanischen Ursprache eine bronzezeitliche Kultur im 4. Jahrtausend v. Chr. darstellten. Die Trennung in verschiedene Sprachgruppen erfolgte vermutlich zwischen 3400 und 3000 v. Chr.

## Vorstellungen zu Herkunft und Ausbreitung der indogermanischen Sprache
Die Gemeinsamkeiten der bekannten indogermanischen Sprachen setzen gemeinsame linguistische Vorstufen voraus, Sprecher, die diese gesprochen haben, sowie einen Kommunikationsraum, in dem – unter der zunächst noch beschränkten Mobilität – diese Sprache der gegenseitigen Verständigung diente. Dieses Ausprägungsgebiet wird gemeinhin als „Urheimat“ bezeichnet. Nach all unserem Wissen konnte sich diese wie auch andere Sprachen nur durch stetigen Einfluss von Menschen mit entsprechender Macht, Prestige und innerem Zusammenhalt ausgebreitet haben. Jede wie auch immer geartete Ursprungshypothese muss sich also auf Zeiten und Räume beziehen, von denen wir mehr oder weniger Kenntnisse nur durch die Archäologie und neuerdings durch die Gentechnik besitzen. Keine der Ursprungshypothesen konnte sich bisher völlig durchsetzen. Daher werden sie im Folgenden einzeln vorgestellt.
Die verschiedenen Hypothesen unterscheiden sich bereits beim Versuch, die Urindogermanen zeitlich zu fassen. Beim Jungpaläolithikum (Otte) angefangen, lägen die Ursprünge in Nordafrika. Späteste Annahmen datieren die Ausbreitung der Indogermanen nach Europa in das Neolithikum oder in die regional unterschiedlich beginnende Bronzezeit (in Mitteleuropa ca. 2500 v. Chr.).
Räumlich deuten gemeinsame Pflanzennamen in den indogermanischen Sprachen auf gemäßigte Breiten hin. Die meisten Ansätze verorten sie in den Steppengebieten nördlich von Schwarzem und Kaspischem Meer. Immer wieder wurden jedoch auch andere Regionen diskutiert. Dabei spielten oft auch nationalistische Argumente eine Rolle. So wurde etwa in Deutschland während der Zeit des Nationalsozialismus, aber auch im Iran versucht, die „Urheimat“ der „Arier“ (im Sinne von Urindogermanen) im eigenen Einflussbereich zu lokalisieren. Auch abseits solcher rein ideologisch geprägten Argumentation warnen die Sprachwissenschaftler jedoch, dass ein Zusammenhang zwischen einer rekonstruierten Ursprache wie der indogermanischen und einer Kultur prinzipiell hypothetisch ist. Selbst wenn Sprecher einer linguistisch rekonstruierten Sprache mit einer archäologisch nachgewiesenen Kultur in Verbindung gebracht werden könnten, könne daraus nicht geschlossen werden, dass diese Sprechergemeinschaft ein Volk gewesen sei oder ihre Sprache sich auf die eine Kultur begrenzt habe.

### Methodik
Mit verschiedenen Methoden wird versucht, stufenweise einen Stammbaum der indogermanischen Sprachen zu erschließen. Traditionell erschließt die historisch-vergleichende Sprachwissenschaft und die Sprachtypologie durch Vergleich verwandter Sprachen hypothetische Vorgängerfamilien bis hin zur hypothetischen Ursprache.
Seit etwa einhundert Jahren wird versucht, diesen Stammbaum aus sprachlichen Komponenten mit mathematischen Methoden zu berechnen. Seit etwa 2000 werden hierzu Bayes’sche methoden herangezogen, wobei das Team um Drussell. D. Gray eine Vorreiterrolle übernahm, jedoch stets viel zu frühe Datierungen berechnete.
Für archäologische Kulturen gilt ähnliches wie für Protosprachen: Zahlreiche Indogermanisten versuchten, durch Analyse der manchen indogermanischen Sprachen gemeinsamen Pflanzen- und Tierbezeichnungen, die demnach Bestandteil der indogermanischen Ursprache sind, die Urheimat ihrer Träger zu ermitteln. Diese Ansätze stehen wegen der häufigen Bedeutungswechsel in der Kritik. Allerdings weisen die gemeinsamen Pflanzen- und Tiernamen auf mittlere bzw. gemäßigte Breiten und aufgrund von Lehnwörtern auf frühe Kontakte mit Sprechern uralischer und altaischer Sprachen hin.
Diese Überlegungen und Sprachanalysen weisen in der heute mehrheitlich vertretenen Kurgan-Hypothese als Ausbreitungszentrum auf ein Gebiet in Südrussland, auf Viehhirten, die nicht mehr Jäger und Sammler waren und – analog zu entsprechenden Begriffen in der indoeuropäischen Grundsprache – vermutlich einen rudimentären Ackerbau betrieben.
Gemeinsame indogermanische Bezeichnungen des Ackerbaus, wie zum Beispiel Pflug, als auch des Transports wie Rad, Wagen und Joch legen nahe, dass die indogermanischen Stämme sich erst nach Übernahme des Wagentransports (zunächst von Ochsen gezogen) ausbreiteten. Danach können sie nicht die Träger der ersten Ackerbaukulturen gewesen sein, die im Alt-sNeolithikum von Kleinasien nach Europa wanderten, sondern erst relativ späte (ca. 3600–2600 v. Chr.) Migranten. Diese frühmetallzeitliche Periode brachte, wie bereits vorher die Landwirtschaft, eine größere Umwälzung mit sich. Archäologen ordnen die Funde zu Fund-Horizonten. Horizonte mit ausreichend umfangreicher Datenlage werden Kulturen genannt. Eine so genannte „Kultur“ wird durch typische Funde, zumeist der Keramik, definiert (Leitfunde). Eine Gleichsetzung archäologischer Kulturen mit ethnischen Einheiten, Sippen oder Völkern ist jedoch in der Regel unmöglich, auch wenn das im 19. und frühen 20. Jahrhundert, in Deutschland besonders von Gustaf Kossinna, versucht wurde.
Sprachwissenschaftler, die eine Protosprache beschreiben, versuchen oft, archäologische Evidenzen für diese Protosprache zu finden, und mitunter (aber seltener) versuchen Archäologen, die eine Kultur beschreiben, in Ermangelung historischer Daten sprachwissenschaftliche Evidenzen zu finden. Dies ändert nichts daran, dass ein Zusammenhang zwischen Protosprachen und Kulturen prinzipiell hypothetisch ist, so dass zwar allgemein von Gesellschaften gesprochen werden kann und die Sprechergemeinschaft der linguistisch rekonstruierten Protosprache ganz oder teilweise Träger der betreffenden archäologischen Kultur gewesen sein könnte, wohingegen jedoch nicht mit Bestimmtheit behauptet werden kann, diese Gesellschaften seien ein Volk gewesen oder ihre Sprache wäre auf die Kulturebene begrenzt gewesen.
Die im Folgenden beschriebenen Hypothesen beruhen – jede für sich – auf völlig verschiedenen Annahmen. Manche Hypothesen schließen sich, obwohl sie sich zu widersprechen scheinen, nicht unbedingt gegenseitig aus.

### Kurgan-Hypothese
Die schon Anfang des 20. Jahrhunderts von vielen Sprachwissenschaftlern (Linguisten) geäußerte Vermutung, die Urheimat der indogermanischen Sprachen befinde sich in den Steppen nördlich und nordöstlich des Schwarzen Meers, wird auch heute noch von der Mehrheit der Sprachwissenschaftler favorisiert und gilt seit der Widerlegung der Hypothesen Renfrews (s. u.) auch in der Ethnologie zunehmend wieder als Standard. Die Urindogermanen könnten demnach auf Grund vorhandener Wörter als eine patriarchal organisierte halbnomadische Gesellschaft angesehen werden, die den Pflug kannte, Vorfahren des Hauspferds nutzte und mit einiger Sicherheit nicht am Meer beheimatet war. Archäologen versuchten, dies mit Hilfe archäologischer Indizien zu überprüfen. Die während des Neolithikums und der frühen Bronzezeit in Südrussland, der Ukraine und Moldawien existierenden Kulturen nördlich und östlich des Schwarzen Meeres und an der Wolga wurden von der litauisch-amerikanischen Archäologin Marija Gimbutas 1956 nach der charakteristischen Bestattungsweise in Grabhügeln (Kurgan) zur sogenannten Kurgankultur zusammengefasst.

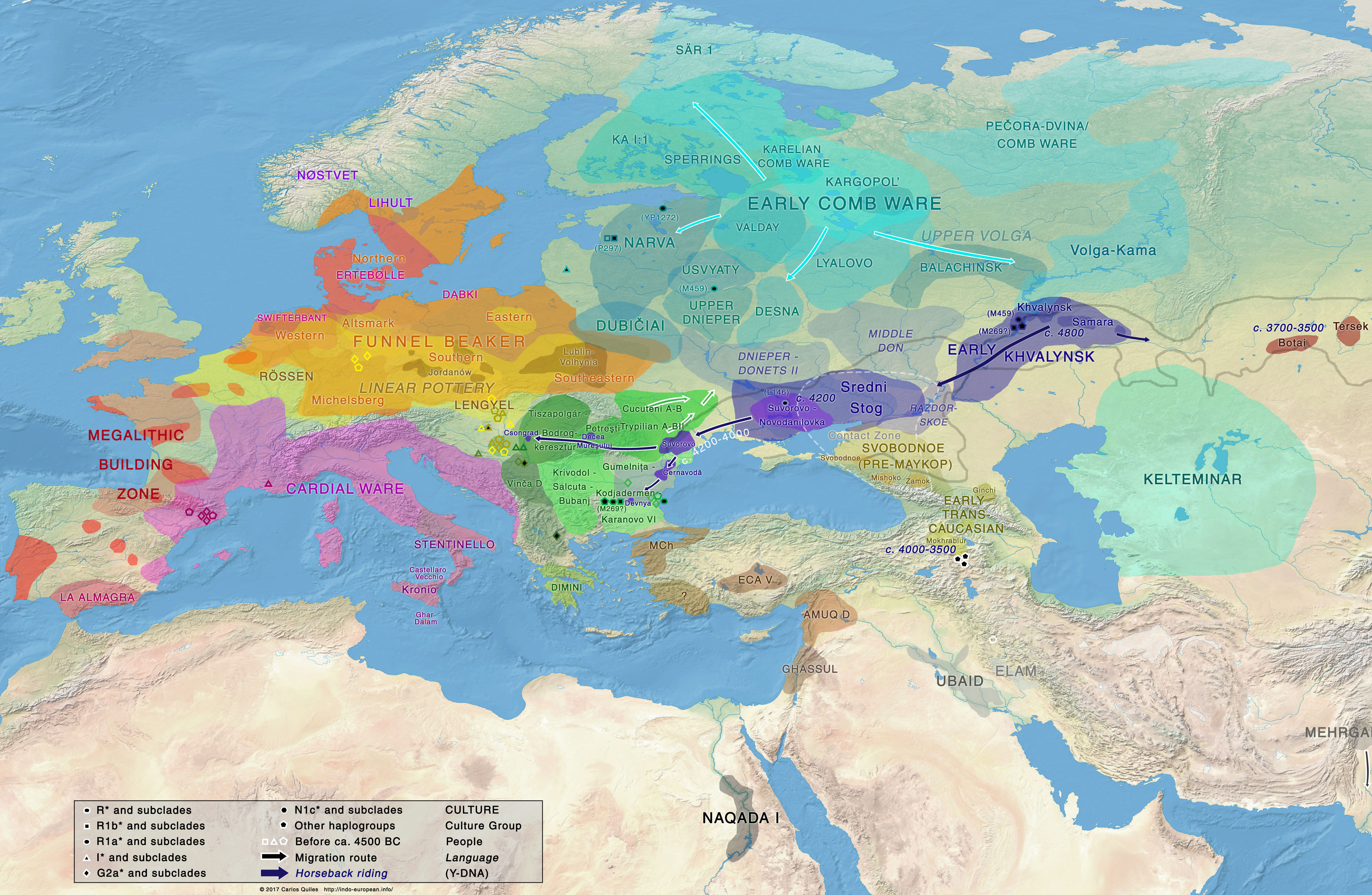
Zusammenhänge europäisch-westasiatischer archäologischer Kulturen nach genetischen Kriterien, mit Wanderungen ab dem 5. Jahrtausend v. Chr. in der Version Carlos Quiles (2017) der Kurgan-Hypothese

Dieser Kurgan-Hypothese zufolge lebten die Indogermanen im 5. vorchristlichen Jahrtausend als kriegerisches Hirtenvolk in Südrussland. Gegen 3500 v. Chr. erfanden oder übernahmen sie das Fuhrwerk (Wörter für Rad, Achse, Deichsel, Geschirr, Nabe stehen dafür), und betrieben Vieh- und Weidewirtschaft mit Schafen und Rindern. Gemäß dieser Hypothese sind sie zwischen 4400 und 2200 v. Chr. in mehreren Wellen west-, süd- und ostwärts gezogen. Die Träger der Schnurkeramischen Kultur bildeten demnach eine dieser Auswanderungswellen des Kurganvolkes, die sich zum Beispiel bis ins westliche Mitteleuropa ausbreiteten und sich mit der dort ansässigen Bevölkerung vermischten. Schon lange vor Marija Gimbutas galt vielen Archäologen die Ende des 4. Jahrtausends verbreitete Streitaxt als Kennzeichen einer indoeuropäischen Invasion.
Mit ihrer Kurgan-Hypothese erklärt Marija Gimbutas gesellschaftliche Umbrüche, die nach ihrer Meinung im 3. Jahrtausend die neolithische Gesellschaft Mittel- und Südeuropas erschütterten: im Norden wich die Kollektivbestattung in Megalithgräbern der Einzelbestattung, beim Grabinventar tauchen andere Beigaben auf (Waffen, Schmuck usw.), Schmuckformen und Verzierungen bei der Keramik wandeln sich. In Griechenland findet sich um 2200 v. Chr. ein ausgedehnter Brandhorizont, der mit dem Einbruch von indoeuropäischen Protogriechen in Verbindung gebracht wird, die sich bis etwa 1600 v. Chr. mit der mittelmeerischen Vorbevölkerung vermischen – ein Prozess, aus dem die frühen Griechen und die mykenische Kultur hervorgehen, die um 1600 v. Chr. einsetzt. Auch Troja erlebt um 2200 v. Chr. eine Brandkatastrophe, wenig später werden im mittleren Kleinasien die Hethiter fassbar.
Zusammenfassend postuliert die Kurgan-Hypothese einen raschen gesellschaftlichen Umbruch, dem die älteren, seit dem 7. Jahrtausend fassbaren neolithischen Kulturen in weiten Teilen Europas zum Opfer fielen. Die sozial nicht geschichteten und vermutlich matrilinearen Bauernkulturen wurden von einer patriarchalischen und feudal gegliederten indogermanischen Erobererschicht überlagert, die aufgrund ihrer kriegerischen und technologischen Überlegenheit und trotz beträchtlicher zahlenmäßiger Unterlegenheit ihre Sprache und Gesellschaftsstruktur durchsetzte.
Die Hypothese von Marija Gimbutas, die wegen der Gleichsetzung der südrussischen Kurgankultur mit den Indoeuropäern und der von ihr postulierten sozialen Struktur der nichtindoeuropäischen Vorbevölkerung (Alteuropa) stark in die Kritik geraten war, passt zeitlich besser als Renfrews Annahme zum sprachlichen Befund, wonach die Indoeuropäer nicht zu Beginn des Neolithikums nach Europa kamen, sondern erst in relativ später Zeit im 3. Jahrtausend v. Chr. nach Westen vorstießen. Mit diesen vermuteten Wanderungen breitet sich auch das Pferd wieder nach Westen aus. Allerdings stehen Beweise für frühe Reitpferde im Westen noch aus: Die Fuhrwerke wurden noch lange von Ochsen gezogen. Für Griechenland bereitet die angenommene kausale Verbindung der Einwanderung mit dem Brandhorizont um 2200 v. Chr.Erklärungsschwierigkeiten, weil hier der archäologische Befund und der sprachhistorische Befund um Jahrhunderte differieren.
Die Populationsgenetiker Haak und Kollegen (2015) und Allentoft und Kollegen (2015) beweisen eindeutig die Einwanderungen aus dem Steppenraum nach Europa. Die Forscher wiesen zwei Einwanderungswellen nach Europa nach. Zuerst kamen zwischen 6000 und 5000 v. Chr. die ersten Ackerbauern über Anatolien aus dem Nahen Osten. Dabei erwiesen sich Funde aus Spanien, vornehmlich der Linienbandkeramiker in Deutschland und ihren Vorläufern der Starčevo-Kultur (von Serbien bis Ungarn) als sehr eng verwandt. Nach 4000 v. Chr. muss es dann eine massive Einwanderung aus den südrussischen Steppen gegeben haben. Denn die DNA der Schnurkeramiker stimmt zu 75 Prozent mit der von Angehörigen der Jamnaja-Kultur überein, einer Nachfolge-Kultur des Kurganvolkes. Eine etwa zeitgleich, aber unabhängig erstellte dänische Studie weist in dieselbe Richtung.

### Die Anatolien-Hypothese
Der britische Archäologe Colin Renfrew setzt die Indogermanen mit den jungsteinzeitlichen Bauern gleich, welche die Landwirtschaft ab 7000 v. Chr. sowohl über den Balkan, als auch den Westmediterranen Raum nach Mittel- und Nordeuropa brachten. Die These erscheint zunächst dadurch überzeugend, dass diese Wirtschaftsweise auch eine ökonomische Überlegenheit darstellte. Renfrews Theorie geht von einem zu frühen Auftreten des Urindogermanischen in Europa aus, da die rekonstruierte Grundsprache in ihrer sprachlichen Tiefenschicht Wörter für Dinge enthält, die erst seit dem 4.–3. Jahrtausend v. Chr. in Europa gefunden wurden, wie zum Beispiel Joch, Rad und Wagen.

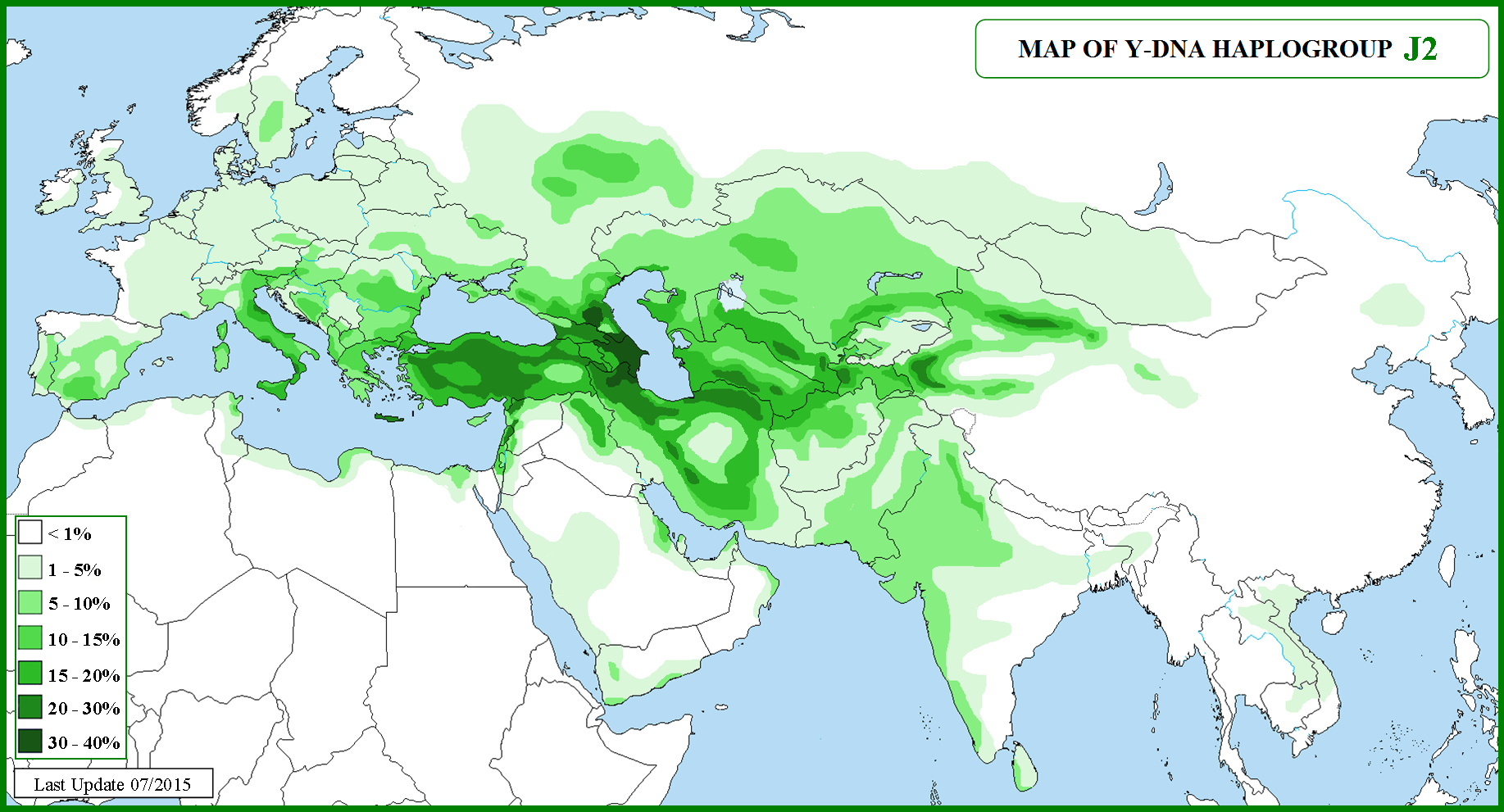
Verbreitung der y-DNA J2

Die Anatolien-Hypothese postuliert den Kulturtransfer, vor allem für Sprachen, Ackerbau und Viehhaltung nach Europa durch Einwanderung aus Anatolien. Im engeren Sinne wird darunter die Ausbreitung einer indogermanischen Ursprache von Anatolien her nach Europa durch und mit der jungsteinzeitlichen Revolution gesehen.
Die modifizierte Hypothese integriert vor allem neueste Erkenntnisse zur Genetik europäischer Populationen (Ausbreitung von Haplogruppen);
1. ab 6.500 v. Chr. sei die neolithische Expansion aus Anatolien über die Balkanhalbinsel (Starčevo-Kultur, Körös-Kultur) bis zur mitteleuropäischen Bandkeramik erfolgt;[29]
2. gegen 5.000 v. Chr. sei mit der Ausbreitung kupfersteinzeitlicher Kulturen eine Dreiteilung indogermanischer Sprachen auf dem Balkan erfolgt, mit Aufspaltung in einen nordwesteuropäischen Zweig (Donauraum) und einen östlichen Steppenzweig (Vorfahren der Tocharer).
3. erst nach 3000 v. Chr. sei die Aufspaltung der Sprachfamilien vom Proto-Indogermanischen (Griechisch, Armenisch, Albanisch, Indo-Iranisch, Baltisch-Slawisch) erfolgt.

Weitere Argumente finden sich unter Indogermanische Sprachen.

### Die Süd-Kaukasus/Armenien-Hypothese
Die Sprachwissenschaftler Tamas Gamqrelidse und Wjatscheslaw Wsewolodowitsch Iwanow sahen dagegen im Rahmen der Glottaltheorie den Raum südlich des Kaukasus als Ausgangsgebiet der indogermanischen Sprache und einer von hier aus in mehrere Richtungen erfolgenden indoeuropäischen Wanderung an. Diese habe zunächst ostwärts um das Kaspische Meer herumgeführt, wo sie ihre tocharische bzw. nordindische Abspaltung erfahren habe, und dann westwärts in den nordpontischen Raum.
Die linguistische Uminterpretation der Entwicklung der indogermanischen Sprachen und die auf weitgehenden semantischen Uminterpretationen beruhende Süd-Kaukasus/Armenien-Hypothese wurde von Indogermanisten weitestgehend abgelehnt. Auf die vorgebrachte Kritik reagierte Gamkrelidse im Jahr 2010 mit einer aktualisierten Hypothese. Sie wurde unter anderem von Allan Bomhard aufgenommen und ständig (noch 2024) weiterentwickelt.
Die Geologen William Ryan und Walter C. Pitman (1996), beide Columbia University sehen in einer Überschwemmungskatastrophe im Norden des Schwarzen Meeres Schwarzmeer-Überschwemmungs-Hypothese den Anstoß für indogermanische Wanderungen.

### Alteuropa-Hypothese
Die von Hans Krahe begründete und von Wolfgang P. Schmid weiterentwickelte „Alteuropa-Theorie“ stützt sich auf die Untersuchung alter Gewässernamen. Sie geht davon aus, dass sich Gewässernamen gegenüber Umbenennungen als besonders resistent erwiesen haben und damit eine sehr alte Sprachschicht repräsentieren. Dabei bedienen sich die Forscher einer Unterdisziplin der Sprachforschung, der sogenannten Onomastik (Namenforschung). Die Göttinger Schule der Gewässernamenkunde (Hydronymie, letzter Vertreter: Jürgen Udolph) nimmt ein sogenanntes „alteuropäisches“ sprachliches Kontinuum an. Es wird jedoch übersehen, dass dies nur in begrenzten Fällen und für begrenzte Zeiten zutrifft. Dagegen werden Gewässernamen durchaus von Eroberersprachen neu geprägt, wofür die Türkei (altgriechische zu hethitischen zu türkischen Namen) lebhafte und schlagende Beispiele liefert. Damit fällt diese Hypothese in sich zusammen.

### Mitteleuropa-Hypothesen
Anhänger dieser Richtung gehen im Gefolge Gustaf Kossinnas davon aus, dass die Indogermanen auf die mittelsteinzeitliche Bevölkerung Mitteleuropas zurückgehen und somit die Urbevölkerung bilden. Nach ihrer Auffassung erstreckte sich der dafür infrage kommende Raum zwischen Weser, Ostsee, Ostpolen und Karpaten. Etwa um 4000 v. Chr. hätten diese Frühindogermanen die Trichterbecherkultur ausgebildet und ca. 2500 v. Chr. ihre Wanderungen auf den Balkan, nach Vorderasien und Indien angetreten. Eine Invasion aus dem asiatischen oder südrussischen Raum hätte es danach nicht gegeben.
Ab dem späten 19. Jahrhundert vertraten zahlreiche mitteleuropäische Wissenschaftler diese Ansicht, vor allem solche, die als Nationalisten und Pangermanisten eine indogermanische Zuwanderung aus den Steppengebieten Südrusslands aus ideologischen Gründen ablehnten. Neben solchen Wissenschaftlern, die der protonazistischen Ideologie vom „nordischen Herrenmenschen“ nahestanden, gab es Indogermanisten und Prähistoriker, die die Mitteleuropa-Hypothese aus rein wissenschaftlichen Erwägungen favorisierten (zum Beispiel Julius Pokorny, Nikolai Sergejewitsch Trubetzkoy, Ernst Meyer u. a.). Ihre größte Blütezeit erlebten die Mitteleuropatheorien jedoch in den 1930er- und 1940er-Jahren im Zusammenhang mit der nationalsozialistischen Rassenlehre.
Nach 1945 wurden und werden jegliche Mitteleuropatheorien zur Herkunft der Indogermanen aufgrund ihrer vormaligen prominenten nationalistischen und rassistischen Instrumentalisierung bzw. Inspiration mehrheitlich abgelehnt. Gleichzeitig geriet jedoch die gesamte Indogermanistikforschung im deutschen Sprachraum in der Folge in Verruf, da bis zum Ende des Zweiten Weltkriegs der hiesige popularistische öffentliche Diskurs ein halbes Jahrhundert lang die Indogermanistik durch Verortung der Urheimat in Mitteleuropa zur Grundlage einer nordischen Herrenmenschenideologie gemacht hatte.
Danach vertrat nur noch der Archäologe Alexander Häusler (2003) wieder, dass die indogermanischen Sprachträger zur autochthonen Bevölkerung Europas zählen und dort ohne größere Invasionen oder Migrationen von außerhalb seit der Mittelsteinzeit ansässig waren. Die weite Verbreitung der indoeuropäischen Sprachen erklärt er lediglich durch Kulturkontakte.

### Alte DNA
Seit 2015 kann genetisches Material aus archäologisch gewonnenen menschlichen Knochenfunden aus ganz Europa (Kleinasien, Mitteleuropa, Russland westlich des Ural, Spanien und England) in größerer Zahl ausgewertet werden. Das Ergebnis ist, dass die Ancient-DNA-Forscher heute davon ausgehen, dass die Menschen der frühneolithischen Kultur der Bandkeramik von ihrer genetischen Herkunft her zu mehr als 90 Prozent von einer mediterranen Ursprungsbevölkerung in Kleinasien abstammten, dass die mittelneolithischen Kulturen entstanden, indem sich die untergehenden Bandkeramiker mit „einheimischen“ westlichen Jäger-Sammler-Völkern vermischten, so dass der Anteil der Menschen mit genetischer Herkunft aus dem europäischen Mesolithikum auf bis zu 17 % anwuchs, und dass die spätneolithischen Kulturen der Schnurkeramiker und Glockenbecher durch massive Zuwanderung aus dem osteuropäischen Steppengebiet entstanden, die sich mit den Menschen der mittelneolithischen Kulturen Mitteleuropas vermischten. Das Urvolk der Indogermanen entstand, wie David Reich 2017 in einem Vortrag äußerte, durch Vermischung osteuropäischer Jäger und Sammler, sibirischen Zuwanderern und frühneolithischen Bauern des Iran.

## Die Ausbreitung der indogermanischen Sprachen

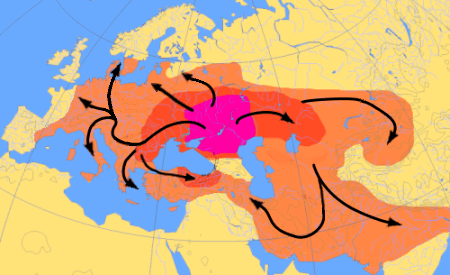
Karte der indoeuropäischen Migration von ca. 4000 bis 1000 v. Chr. (Kurgan-Hypothese)
Urheimat gemäß der Kurgan-Hypothese
indogermanisch sprechende Völker bis 2500 v. Chr.
Besiedlung bis 1000 v. Chr.

Untersucht werden noch die genauen Abläufe der geschilderten indogermanischen Kolonisation des heutigen Verbreitungsgebietes. Harald Haarmann zieht bezüglich der Entstehungsmechanismen einen Vergleich zu der Ausbildung von neuzeitlichen Kreolsprachen. Colin Renfrew beschrieb die Ausbreitung der indogermanischen Sprachen im Zusammenhang mit der Eliteherrschaft, die mit der Entwicklung komplexer Gesellschaften auftrat. Dabei ergreift eine kleine Gruppe besonders befähigter Individuen (wobei die Art der Befähigung nicht näher bestimmt ist) durch Okkupation die gesellschaftlich-ökonomische sowie militärische Macht in einer Region. Durch diese Machtstellung wird die von dieser kleinen Gruppe gesprochene Sprache aufgewertet, so dass die beherrschte Bevölkerung mit ihrer eigenen Sprache (Substratsprache) sich genötigt sieht, diese Sprache anzunehmen oder ihr zumindest im Alltag den Vorzug zu geben.
Eine dieser Wellen schildert sie die Träger der Schnurkeramik- bzw. Streitaxtkultur, die sich mit Ausnahme Westfrankreichs und der Iberischen Halbinsel in ganz Europa ausbreiteten und mit der ansässigen Bevölkerung vermischten. Dabei wurden die seit dem 7. Jahrtausend fassbaren neolithischen, sozial nicht oder wenig geschichteten und möglicherweise matrilinearen Bauernkulturen von einer patriarchalischen und feudal gegliederten indogermanischen Erobererschicht überlagert, die aufgrund ihrer kriegerischen und technischen Überlegenheit und trotz beträchtlicher zahlenmäßiger Unterlegenheit ihre Sprache und Gesellschaftsstruktur durchsetzte. Der US-amerikanische Anthropologe David W. Anthony betont ausdrücklich, es habe sich nicht um eine koordinierte militärische Invasion gehandelt, sondern um die Einwanderung von Stämmen, die die alteuropäische Bevölkerung aufgrund ihrer militärischen und ökonomischen Überlegenheit in ein Klientelverhältnis gezwungen und somit von sich abhängig gemacht hätten.
Im Norden wich in dieser Zeit die Kollektivbestattung in Megalithgräbern der Einzelbestattung, wobei man in den Gräbern Hocker und Ockereinstreuungen findet, wie sie in Steppengräbern Südrusslands und Zentralasiens gebräuchlich waren. Beim Grabinventar tauchten Streit- und Bootäxte auf sowie schnurverzierte Keramik und andere Beigaben, die auf eine Herkunft aus Südosteuropa schließen lassen. Auch Schmuckformen und Verzierungen der Keramik wandelten sich. Die frühesten Datierungen schnurkeramischer Gräber stammen derzeit aus dem 29. vorchristlichen Jahrhundert aus Kleinpolen. Etwa um 2300 v. Chr. setzt mit der Aunjetitzer Kultur die Bronzezeit in Europa ein. In Griechenland findet sich um 2200 v. Chr. ein ausgedehnter Brandhorizont, der mit dem Einbruch von indoeuropäischen Proto-Griechen in Verbindung gebracht wird, die sich mit der mittelmeerischen Vorbevölkerung vermischten – ein Prozess, aus dem die frühen Griechen bzw. Achaier und die mykenische Kultur hervorgingen. Auch Troja erlebte um 2200 v. Chr. eine Brandkatastrophe, wenig später wurden im mittleren Kleinasien die Hethiter fassbar.
Die Indoarischen sowie baltischen Sprachen haben angeblich besonders altertümliche Bestandteile der urindogermanischen Sprache.
In Asien wird die ab 2000 v. Chr. nachgewiesene Andronowo-Kultur zwischen Uralfluss und Jenissei als möglicher Ort gesehen, wo sich aus dem Urindogermanischen eine proto-indoiranische Sprache bildete. Von dort könnte sich dann eine weitere Ausbreitung in den heutigen Iran und das heutige Indien ergeben haben. Eine weitere Ausbreitung gab es in den Altai und nach Tuwa. Neue genetische Forschungen deuten darauf hin, dass die Menschen der dortigen Afanassjewo-Kultur die ersten Sprecher der tocharischen Sprache gewesen sein könnten.

### Sprachwissenschaftlich
- David W. Anthony, Don Ringe: The Indo-European Homeland from Linguistic and Archaeological Perspectives. In: Annual Review of Linguistics. Heft 1, 2015, S. 199–219, doi:10.1146/annurev-linguist-030514-124812 (englisch).
- Will Chang, Chundra Cathcart, David Hall und Andrew Garrett: Ancestry-constrained phylogenetic analysis supports the Indo-European steppe hypothesis. In: Language. Band 91, Heft 1 (2015), S. 194–244 (linguisticsociety.org PDF, englisch).
- Asya Pereltsvaig, Martin W. Lewis: The Indo-European Controversy. Facts and Fallacies in Historical Linguistics. Cambridge University Press, Cambridge 2015 (englisch).
- Harald Haarmann: Die Indoeuropäer: Herkunft, Sprache, Kultur. München 2012, ISBN 978-3-406-60682-3.
- Ernst Kausen: Die indogermanischen Sprachen. Von der Vorgeschichte bis zur Gegenwart. Helmut Buske Verlag, Hamburg 2012, ISBN 978-3-87548-612-4.
- Michael Meier-Brügger: Indogermanische Sprachwissenschaft. 9. Auflage. de Gruyter, Berlin 2010, ISBN 978-3-11-025143-2.
- Harald Haarmann: Weltgeschichte der Sprachen. Von der Frühzeit des Menschen bis zur Gegenwart. München 2006, ISBN 3-406-55120-3.
- Benjamin W. Fortson: Indo-European Language and Culture. An Introduction. Blackwell Publishing, Malden 2004, ISBN 1-4051-0316-7.
- Thomas W. Gamqrelidse, Wjatscheslaw Iwanow: Die Frühgeschichte der indoeuropäischen Sprachen. In: Spektrum der Wissenschaft. Dossier. Die Evolution der Sprachen. Heidelberg, 1, 2000, S. 50–57. ISSN 0947-7934
- Robert Stephen Paul Beekes: Comparative Indo-European Linguistics: An Introduction. John Benjamins, Amsterdam 1995, ISBN 1-55619-505-2.
- Oswald Szemerényi: Einführung in die vergleichende Sprachwissenschaft. 4. Auflage. Wissenschaftliche Buchgesellschaft, Darmstadt 1990, ISBN 3-534-04216-6.
- William B. Lockwood: Überblick über die indogermanischen Sprachen. G. Narr, Tübingen 1979, ISBN 3-87808-100-6.
- Émile Benveniste: Le vocabulaire des institutions indo-européennes. Editions de Minuit, Paris 1969.

### Archäologisch
- David Anthony: The Horse, the Wheel, and Language: How Bronze-Age Riders from the Eurasian Steppes Shaped the Modern World. Princeton University Press, Princeton 2007, ISBN 978-0-691-14818-2.
- David Anthony, Dorcas Brown: The origins of horseback riding. In: Antiquity. Band 65, 1991, ISSN 0003-598X, S. 22–38.
- George Cardona (Hrsg.): Indo-European and Indo-Europeans. University of Pennsylvania Press, Philadelphia 1968, 1970.
- Elisabeth Hamel: Das Werden der Völker in Europa. Rottenbücher Verlag, 2007, ISBN 978-3-00-027516-6.
- Alexander Häusler: Über alte und neue Hypothesen zum Ursprung und zur Verbreitung der Indogermanen. In: Fennoscandia archaeologica. XXI, 2004, S. 23–36 (sarks.fi PDF).
- Alexander Häusler: Nomaden, Indogermanen, Invasionen, zur Entstehung eines Mythos. In: Orientwissenschaftliche Hefte. Nummer 5, 2003, ISSN 1617-2469 (nomadsed.de PDF; 6 MB).
- Alexander Häusler: Ursprung und Ausbreitung der Indogermanen. Alternative Erklärungsmodelle. In: Indogermanische Forschungen. Zeitschrift für Indogermanistik und allgemeine Sprachwissenschaft. Band 107, 2002, ISSN 0019-7262, S. 47–75.
- Colin Renfrew, A. McMahone, Larry Trask (Hrsg.): Time Depth in Historical Linguistics. McDonald Institute for Archaeological Research, Cambridge 2000, ISBN 1-902937-06-6.
- Colin Renfrew: Die Indoeuropäer – aus archäologischer Sicht. In: Spektrum der Wissenschaft. Dossier. Die Evolution der Sprachen. Heidelberg 2000, S. 40–48.
- Elizabeth W. Wayland Barber: The Mummies of Ürümchi. W. W. Norton & Company, New York, Mc Millan, London 1999, ISBN 0-333-73024-0, wissenschaftlicher Ansatz: Webtechniken.
- Valentin A. Dergachev: Kulturelle und historische Entwicklungen im Raum zwischen Karpaten und Dnepr: Zu den Beziehungen zwischen frühen Gesellschaften im nördlichen Südost- und Osteuropa. In: Bernhard Hänsel u. Jan Machnik (Hrsgg.): Das Karpatenbecken und die osteuropäische Steppe. Südosteuropa-Gesellschaft, Münich; Marie Leidorf, Rahden (Westfalen) 1998, S. 27–64.
- Marija Gimbutas: The Kurgan Culture and the Indo-Europeanization of Europe. Selected Articles From 1952 to 1993. Institute for the Study of Man, Washington DC 1997, ISBN 0-941694-56-9.
- Marija Gimbutas: Das Ende Alteuropas. Der Einfall von Steppennomaden aus Südrussland und die Indogermanisierung Mitteleuropas. In: Archeolingua. Series minor 6., jointly edited by the Archaeological Institute of the Hungarian Academy of Sciences and the Linguistic Institute of the University of Innsbruck. Archaeolingua Alapítvány, Budapest 1994 (auch als Buch). ISSN 1216-6847, ISBN 3-85124-171-1.
- Marija Gimbutas: Die Ethnogenese der europäischen Indogermanen. Institut für Sprachwissenschaft, Innsbruck 1992, ISBN 3-85124-625-X.
- James P. Mallory, D. Q. Adams (Hrsg.): Encyclopedia of Indo-European Culture. Fitzroy Dearborn, London/Chicago 1997, ISBN 1-884964-98-2.
- James P. Mallory: The Homelands of the Indo-Europeans. In: Roger Blench, Matthew Spriggs (Hrsg.): Archaeology and Language I: Theoretical and Methodological Orientations. Routledge, London/NY 1997, S. 93–121.
- James P. Mallory: In Search of the Indo-Europeans. Language, Archaeology and Myth. Thames und Hudson, London 1989, 1991, 1997, ISBN 0-500-27616-1.
- Marija Gimbutas: The Civilization of the Goddess. Deutsch: Die Zivilisation der Göttin. Die Welt des Alten Europa. Zweitausendeins, Frankfurt am Main 1996, ISBN 3-86150-121-X.
- Marcel Otte: Diffusion des langues modernes en Eurasie préhistorique. In: Comptes rendus de l’Académie des Sciences. Serie 2 A. Elsevier, Paris 321 1995, S. 1219–1226. ISSN 0764-4450.
- Calvert Watkins: How to Kill a Dragon. Aspects of Indo-European Poetics. Oxford University Press, New York NY u. a. 1995, ISBN 0-19-508595-7.
- Colin Renfrew: Archaeology and Language. The Puzzle of Indo-European Origins. Jonathan Cape, London 1987; Cambridge 1990, ISBN 0-521-38675-6.

### Historisch
- C. W. Ceram: Enge Schlucht und Schwarzer Berg. Rowohlt, Reinbek bei Hamburg 1966, ISBN 3-499-16627-5.
- Jahanshani Derakshani: Die Arier in den nahöstlichen Quellen des 3. und 2. Jahrtausends v. Chr. Teheran 1998, ISBN 964-90368-1-4.
- Bernard Sergent: Les Indo-Européens. Payot, Paris 2005.
- Jean-Paul Demoule: Mais où sont passés les Indo-Européens? Aux origines du mythe de l’Occident (= La Librairie du XXIe siècle.) Seuil, Paris 2014, ISBN 978-2-02-029691-5.

### Religionswissenschaftlich
- Marija Gimbutas: The Living Goddesses. University of California Press. Berkeley and Los Angeles 1999, ISBN 0-520-22915-0.
- Marija Gimbutas: The Goddesses and Gods of Old Europe. Deutsch: Göttinnen und Götter im Alten Europa. Uhlstädt-Kirchhasel 2010, ISBN 978-3-86663-043-7.
- J. Ries (Hrsg.): L’uomo indoeuropeo e il sacro. Mailand 1991.

### Genetisch
- Colin Renfrew, K. Boyle (Hrsg.): Archaeogenetics. DNA and the population prehistory of Europe. McDonald Institute, Cambridge 2000, ISBN 1-902937-08-2.
- Luigi Luca Cavalli-Sforza: Genes, Peoples, and Languages. In: Proceedings of the National Academy of Sciences of the United States of America. Band 94, Nr. 15, 1997, S. 7719–7724, pnas.org.
- Luigi Cavalli-Sforza: Gene, Völker und Sprachen. Die biologischen Grundlagen unserer Zivilisation. 1999, ISBN 3-423-33061-9.
- Alberto Piazza, Luigi Cavalli Sforza: Diffusion of genes and languages in human evolution. In: Angelo Cangelosi, Andrew D.M. Smith, Kenny Smith (Hrsg.): The Evolution of Language. Proceedings of the 6th International Conference (EVOLANG6), Rome, Italy, 12–15. April 2006. World Scientific, Hackensack NJ u. a. 2006, ISBN 981-256-656-2, S. 255–266, groups.lis.illinois.edu, abgerufen am 21. November 2013.
- Bryan Sykes: The seven daughters of Eve. Bantam Press, London u. a. 2001, ISBN 0-593-04757-5.
- Spencer Wells: The Journey of Man. A Genetic Odyssey. Princeton University Press, Princeton NJ 2002, ISBN 0-691-11532-X.
- Haak, Wolfgang et al. (u. a. David W. Anthony, David Reich): Massive migration from the steppe was a source for Indo-European languages in Europe. Nature, 11. Juni 2015, https://www.academia.edu/28416535/Haak_et_al_2015_Massive_migration_from_the_steppe_was_a_source_for_Indo-European_languages_in_Europe

### Allgemein
- Harald Haarmann: Auf den Spuren der Indoeuropäer. Von den neolithischen Steppennomaden bis zu den frühen Hochkulturen. C. H. Beck, München 2016, ISBN 978-3-406-68824-9.
- Hans J. Holm: The new Arboretum of Indo-European ‚Trees‘. Can new Algorithms reveal the Phylogeny and even Prehistory of IE? In Journal of Quantitative Linguistics 14–2, 2007, S. 167–214. (englisch; linguistische, archäologische, und mathematische Auseinandersetzung mit den derzeitigen Stammbaumkonstruktionen).
- Hans J. Holm: Steppe homeland of Indo-Europeans favored by a Bayesian approach with revised data and processing. In: Glottometrics 37, 2017, S. 54–81 (PDF Volltext)
- Hans J.J.G. Holm: Die ältesten Räder der Welt – von den Indogermanen erfunden oder nur bei ihrer Ausbreitung benutzt? Neueste archäologische und sprachwissenschaftliche Ergebnisse. Inspiration Unlimited 2024. ISBN 978-3-945127-54-4. - Neu bearbeitete und durch populationsgenetische Ergebnisse ergänzte deutsche Ausgabe.
- Augustin Speyer: Versuch zur Syntax im Protoindoeuropäischen. In: Elisabeth Rieken, Paul Widmer (Hrsg.): Pragmatische Kategorien. Form, Funktion und Diachronie. Akten der Arbeitstagung der Indogermanischen Gesellschaft vom 24. bis 26. September 2007 in Marburg. Reichert, Wiesbaden, S. 287–305.
- Martin Kuckenburg: Auf den Spuren der Indoeuropäer. In: Abenteuer Archäologie. Spektrum der Wissenschaft Verlag-Ges., Heidelberg 2006, 2, S. 48 ff. ISSN 1612-9954 (gute aktuelle Einführung)
- J. P. Mallory, D. Q. Adams: The Oxford Introduction to Proto-Indo-European and the Proto-Indo-European World. Oxford University Press, Oxford 2006, ISBN 0-19-929668-5.[44]
- Reinhard Schmoeckel: Die Indoeuropäer. Aufbruch aus der Vorgeschichte (= Bastei-Lübbe-Taschenbuch. 64162). Bastei-Lübbe, Bergisch Gladbach 1999, ISBN 3-404-64162-0 (jeder Abschnitt ist hier in ein illustrierendes belletristisches und ein konkret wissenschaftliches Kapitel aufgeteilt).
- Konstantin G. Krasuchin: Studien zu den Beziehungen zwischen protoindoeuropäischen Verben und Nomina. In: Indogermanische Forschungen. Band 101, ISSN 1613-0405, S. 47–72.

### Zeitschriften
- Journal of Indo-European Studies. University of Southern Mississippi, Hattiesburg Miss 1. 1973 ff. ISSN 0092-2323.
- Journal of Indo-European Studies. Monograph. Institute for the Study of Man. Washington DC 1975, 1 ff. ISSN 0895-7258.